# پسر تامیلی دوست‌داشتنی
پسر تامیلی دوست‌داشتنی و (به انگلیسی: Adorable Tamil son) یا پسر تامیلی خوش‌تیپ فیلمی هندی محصول سال ۲۰۰۷ و به کارگردانی بارتام است. در این فیلم بازیگرانی همچون ویجای، شریا سارن، نامیتا، سانتانام، سایاجی شینده، اشیش ویدیارتی، چامس، شاکلا و آپوکوتی ایفای نقش کرده‌اند.